# 皮埃尔·卡西拉奇
皮埃尔·兰尼埃·斯蒂法诺·卡西拉奇（Pierre Rainier Stefano Casiraghi，1987年9月5日—）是摩纳哥王室成員，漢諾威王妃卡露蓮和意大利商人，史蒂法諾·卡西拉奇(Stefano Casiraghi)的次子，她亦是美国知名女演员，格蕾丝·凱利及摩纳哥的兰尼埃三世的外孫。皮埃尔是摩纳哥王位的第八繼承人。妻子為義大利貴族阿羅納伯爵之女貝亞特麗切·博羅梅奧。